# Erik Reutercrona
Erik Reutercrona, född 26 juni 1719, död 26 augusti 1796, var en svensk ämbetsman och vice landshövding.

## Bana
Reutercrona blev auskultant i Göta hovrätt, vice häradshövding, överjägmästare i Skaraborgs län 1757, samma i Närke. Han erhöll avsked 13 maj 1772 och blev kammarherre på 1770-talet.
Reutercrona blev vice landshövding i Jönköpings län under Fredric Ulric Hamiltons tjänstledighet 4 januari och 8 maj 1781.

## Familj
Erik Reutercrona var bror till Carl Gustaf Reutercrona. Han gifte sig första gången med Eva Margaretha Hammarberg, dotter till presidenten Henrik Hammarberg och Abela Juliana Silfverschöld och andra gången 1762 med Charlotta Christina Ulfsparre, död 1827, dotter till översten Erik M. Ulfsparre. I andra äktenskapet blev han far till Carl Henrik och Georg Fredrik Reutercrona.

## Utmärkelser
Reutercrona tillerkändes häradshövdings namn, heder och värdighet.